# Hôpital Universitaire Austral
 (janvier 2023).
L'Hôpital Universitaire Austral est un établissement de santé argentin dédié à l'assistance, à l'enseignement et à la recherche biomédicale. Dans ses installations centrales se trouve aussi la Faculté de Sciences Biomédicales de l'Université Australe. Il dispose de cinq bureaux: les cliniques externes situées à Paseo Champagnat, San Miguel, Luján et Escobar, et le Centre officiel de spécialités.

## Description
Il est considéré comme l'un des meilleurs hôpitaux de la République argentine et l'un des meilleurs d'Amérique latine,. En 2013, il est accrédité par la Joint Commission International, une norme qui envisage l'activité de soins, l'éducation médicale et la recherche chez les personnes. C'était le premier centre médical argentin à recevoir cette accréditation.
L'hôpital universitaire fait partie de l'Alliance latino-américaine des établissements de santé (ALIS) avec les principaux hôpitaux de la région: l'hôpital Israelita Albert Einstein (Brésil), la Clínica Alemana de Santiago, au Chili, et la Fundación Santa Fe de Bogotá, en Colombie.
La mission de l'Hôpital Austral est de « fournir la plus haute qualité et sécurité dans les soins de santé, en plaçant les besoins du patient et de sa famille au centre de l'attention, en intégrant l'aide à l'éducation et à la recherche biomédicale, et en cherchant à vivre et à transmettre les valeurs humaines et chrétiennes. »